# Ousson-sur-Loire
Ousson-sur-Loire é uma comuna francesa na região administrativa do Centro, no departamento Loiret. Estende-se por uma área de 5,35 km². Em 2010 a comuna tinha 745 habitantes (densidade: 139,3 hab./km²).